# Steirische Terroir- und Klassikweingüter
Die Vereinigung Steirische Terroir- und Klassikweingüter (STK) ist ein Zusammenschluss von zwölf Weingütern aus den österreichischen Weinbaugebieten Südsteiermark und Vulkanland Steiermark. Gemeinsam setzen sie sich für die Bekanntheit der Weinbaugebiete, für die Qualität der Weine sowie eine Herkunftsklassifizierung der Weine ein. Sitz des Vereins ist in Ratsch an der Weinstraße. Die Weinflaschen der Mitgliedsbetriebe sind mit STK gekennzeichnet.

## Geschichte
Im Jahr 1986 wurde die Gruppe „Steirische Klassik Weingüter“ von den Weingütern Gross, Lackner-Tinnacher, Polz, Prünte, Sattlerhof, Tement und Winkler-Hermaden gegründet, 1995 kam das Weingut Neumeister dazu. Die Gruppe etablierte in den 1990er-Jahren den Begriff „Steirische Klassik“ für frische und fruchtbetonte Weine, forcierte den Sauvignon Blanc als Leitsorte des Weinbaugebiets Steiermark und machte den Begriff „Lagenwein“ bekannt. Nach der Pensionierung von Klaus Prünte (Weingut Prünte) firmierten die sieben verbliebenen Weingüter ab 2007 unter dem Namen „Steirische Terroir & Klassik Weingüter“ und veröffentlichten im selben Jahr die erste Lagenklassifizierung der Steiermark. Dabei wurden Kriterien für „Erste STK Lagen“ und „Große STK Lagen“ definiert. 2013 erweiterte sich die Gruppe um die Weingüter Wolfgang Maitz, Erwin Sabathi und Hannes Sabathi. Ab 2016, mit der weingesetzlichen Etablierung des Begriffes „Ried“ in Österreich, erfolgte die sukzessive Umstellung der Begriffe „Erste STK Lage“ auf „Erste STK Ried“ und „Große STK Lage“ auf „Große STK Ried“. 2018 erfolgte die Erweiterung der Gruppe um die Weingüter Frauwallner und Wohlmuth. Die STK-Weingüter haben sich maßgeblich an der Einführung des DAC-Herkunftssystems für gebietstypische Weine ab dem Jahrgang 2018 in der Steiermark beteiligt.
In der Frage der Lagenklassifizierung steht die Gruppe der STK im engen Austausch mit den Winzern der ÖTW und des VDP. In der Steiermark haben die STK laut dem Fachmagazin Der Winzer mit ihrer privaten Initiative der Lagenklassifizierung eine Vorreiter-Rolle eingenommen. Nachdem die ÖTW, die STK und die Eruptionswinzer aus dem Vulkanland Steiermark zunächst private Klassifikationen geschaffen hatten, wurde 2023 mit der Weinrecht-Sammelverordnung auch die gesetzliche Basis für eine offizielle österreichweite Lagenklassifikation geschaffen.

## Das Klassifizierungssystem
Die STK-Weingüter orientieren sich an der dreiteiligen Herkunftsklassifizierung des DAC-Systems:
- Gebietswein
- Ortswein
- Riedenwein

Zudem führen sie innerhalb der Kategorie Riedenwein zwei weitere Qualitätsstufen:
- „Erste STK Ried“
- „Große STK Ried“

## Vorschriften und Grundsätze
Die Mitgliedsbetriebe der STK-Weingüter verpflichten sich zu Regeln, die über jene des österreichischen Weingesetzes hinausgehen. Dazu gehören die Handlese, der Verzicht auf Herbizide und Insektizide, der Erhalt der Kulturlandschaft und ein Maximalertrag von 6750 Liter pro Hektar.
Darüber hinaus gelten für Riedenweine in den Qualitätsstufen „Erste STK Ried“ und „Große STK Ried“ noch strengere Vorgaben:
- Die Weingärten werden von den STK-Weingütern selbst bewirtschaftet.
- Es handelt sich um steile Hanglagen in Ost- bis West-Ausrichtung.
- Die Rieden verfügen über ein begünstigtes Mikroklima.
- Der Maximalertrag ist 4500 Liter pro Hektar.
- Nur traditionell steirische Rebsorten sind erlaubt: Sauvignon Blanc, Morillon, Weissburgunder, Grauburgunder, Riesling, Gelber Muskateller, Traminer.
- Die Rebstöcke von „Erste STK Rieden“ sind mindestens 12 Jahre alt. Die Weine weisen ein Reifepotential von mindestens 5 Jahren auf und gelangen frühestens am 1. September des auf die Ernte folgenden Jahres in den Verkauf.
- Die Rebstöcke von „Große STK Rieden“ sind mindestens 15 Jahre alt. Die Weine verfügen über ein Reifepotential von mindestens zehn Jahren und sind frühestens nach 18 Monaten Reifezeit, ab 1. Mai des zweiten auf die Ernte folgenden Jahres erhältlich.

Die Klassifizierung eines Weines und der dazugehörigen Ried als „Erste STK Ried“ oder „Große STK Ried“ bedarf der Zustimmung aller Mitglieder. Die Güte wird von den STK-Weingütern bei einer Jahrgangsvertikal-Verkostung überprüft.

## Mitgliedsbetriebe der STK
- Weingut Frauwallner
- Weingut Gross
- Weingut LacknerTinnacher
- Weingut Wolfgang Maitz
- Weingut Neumeister
- Weingut Polz
- Weingut Erwin Sabathi
- Weingut Hannes Sabathi
- Weingut Sattlerhof
- Weingut Manfred Tement
- Weingut Winkler-Hermaden
- Weingut Wohlmuth